# Montanhas Salcanse
As montanhas Salcanse (em armênio: Ծաղկանց լեռնաշղթա, Całcancʼ leṙnašġtʻa) ou montanhas Ala (em turco: Ala Dağlari) são uma cadeia de montanhas do planalto Armênio, no curso superior do Murate, a nordeste do lago de Vã, entre as planícies de Manzicerta e Abala, na Turquia. Têm formato de arco, com a parte convexa voltada ao norte. São de rochas do Cretáceo, Paleogeno e Plioceno. As encostas do norte são suaves e onduladas, enquanto as do sul são acidentadas e escalonadas.
O Tendureque (3 542 metros) ergue-se a leste, Muratebaxi (Salco; 3 519 metros) a oeste e, no planalto adjacente, os picos de Nifates (2 332 metros), Ala (3 351 metros), Caltique (3 200 metros) e Querdacol (3 255 metros) erguem-se com vales e fendas glaciais. As Salsanse são cortadas pelos vales dos rios Murate, Erjixe e Bandimaqui. O clima é continental, com verões curtos e frescos e invernos longos e frios, e na zona do cume e no planalto próximo à montanha, há tundra, com densa cobertura de neve. A precipitação anual nas encostas das montanhas é de 400-800 milímetros, e na zona do cume - até 900 milímetros. Elas dominam paisagens de estepes e prados montanhosos.